# Cravans
Cravans és un municipi francès situat al departament del Charente Marítim i a la regió de la Nova Aquitània. L'any 2007 tenia 686 habitants.

## Demografia

### Població
El 2007 la població de fet de Cravans era de 686 persones. Hi havia 254 famílies de les quals 48 eren unipersonals (28 homes vivint sols i 20 dones vivint soles), 101 parelles sense fills, 93 parelles amb fills i 12 famílies monoparentals amb fills.
La població ha evolucionat segons el següent gràfic:
Habitants censats

### Habitatges
El 2007 hi havia 327 habitatges, 259 eren l'habitatge principal de la família, 39 eren segones residències i 29 estaven desocupats. 317 eren cases i 7 eren apartaments. Dels 259 habitatges principals, 183 estaven ocupats pels seus propietaris, 68 estaven llogats i ocupats pels llogaters i 8 estaven cedits a títol gratuït; 1 tenia una cambra, 11 en tenien dues, 28 en tenien tres, 74 en tenien quatre i 144 en tenien cinc o més. 220 habitatges disposaven pel capbaix d'una plaça de pàrquing. A 126 habitatges hi havia un automòbil i a 116 n'hi havia dos o més.

### Piràmide de població
La piràmide de població per edats i sexe el 2009 era:
| Homes | Edats   | Dones |
| ----- | ------- | ----- |
| 0     | 95 o +  | 0     |
| 4     | 90 a 94 | 12    |
| 4     | 85 a 89 | 32    |
| 0     | 80 a 84 | 8     |
| 16    | 75 a 79 | 12    |
| 8     | 70 a 74 | 16    |
| 20    | 65 a 69 | 4     |
| 32    | 60 a 64 | 20    |
| 12    | 55 a 59 | 16    |
| 16    | 50 a 54 | 16    |
| 12    | 45 a 49 | 4     |
| 16    | 40 a 44 | 12    |
| 12    | 35 a 39 | 24    |
| 24    | 30 a 34 | 16    |
| 24    | 25 a 29 | 16    |
| 4     | 20 a 24 | 16    |
| 8     | 15 a 19 | 4     |
| 8     | 10 a 14 | 12    |
| 20    | 5 a 9   | 4     |
| 16    | 0 a 4   | 20    |

## Economia
El 2007 la població en edat de treballar era de 401 persones, 300 eren actives i 101 eren inactives. De les 300 persones actives 260 estaven ocupades (143 homes i 117 dones) i 40 estaven aturades (18 homes i 22 dones). De les 101 persones inactives 45 estaven jubilades, 22 estaven estudiant i 34 estaven classificades com a «altres inactius».

### Ingressos
El 2009 a Cravans hi havia 257 unitats fiscals que integraven 620 persones, la mediana anual d'ingressos fiscals per persona era de 15.237 €.

### Activitats econòmiques
Dels 32 establiments que hi havia el 2007, 2 eren d'empreses alimentàries, 2 d'empreses de fabricació d'altres productes industrials, 12 d'empreses de construcció, 4 d'empreses de comerç i reparació d'automòbils, 1 d'una empresa de transport, 1 d'una empresa d'hostatgeria i restauració, 1 d'una empresa financera, 2 d'empreses immobiliàries, 4 d'empreses de serveis, 1 d'una entitat de l'administració pública i 2 d'empreses classificades com a «altres activitats de serveis».
Dels 13 establiments de servei als particulars que hi havia el 2009, 1 era un taller de reparació d'automòbils i de material agrícola, 4 paletes, 3 guixaires pintors, 2 fusteries, 1 electricista, 1 restaurant i 1 agència immobiliària.
L'únic establiment comercial que hi havia el 2009 era una fleca.
L'any 2000 a Cravans hi havia 21 explotacions agrícoles que ocupaven un total de 594 hectàrees.

## Equipaments sanitaris i escolars
El 2009 hi havia una escola maternal integrada dins d'un grup escolar amb les comunes properes formant una escola dispersa.

## Poblacions més properes
El següent diagrama mostra les poblacions més properes.